# Castillo de Montán
El castillo de Montán, en la comarca del Alto Mijares es en la actualidad un resto de muro de lo que fue antaño una muralla que cercaba el castillo almohade, que era de los que pertenecían a Zayd Abu Zayd. Se ubican estos restos en lo alto de una de las colinas (un espolón rocoso) por las que se extiende el núcleo poblacional de Montán. Está catalogado como Bien de Interés Cultural por declaración genérica (como todos los castillos), en la categoría de monumento, pese a no presentar anotación ministerial, por lo que su identificación se hace por el código asignado por la Dirección General de Patrimonio Cultural de la Generalidad Valenciana, y es el 12.08.078-001.

## Historia
Pese a que, como ocurre en otras zonas de esta comarca, los restos arqueológicos atestiguan la existencia de pobladores desde tiempos de la Edad de Bronce, no es hasta la dominación musulmana de la zona, cuando se puede considerar el origen tanto del núcleo poblacional de Montán como de su castillo.
El castillo aparece en documentos de la época de Jaime I de Aragón, como parte de los acuerdos firmados entre el monarca y el caudillo almohade Abú Zaid. Posteriormente pasaría a manos de Pere Ximénez de Vallterra, formando parte de su señorío al serle otorgado como premio por los servicios prestados a la corona de Aragón, durante la Reconquista. Durante el siglo XIX, con la abolición de los señorío, dejó de estar en manos de esta familia.

## Descripción
Del castillo en la actualidad no queda nada, ya que sobre los restos de sus cimientos se construyeron viviendas particulares hace ya mucho tiempo, pese a que se pueden apreciar elementos de las antiguas murallas que cercaban el castillo, tanto en el entramado de las calles como en algunos edificios en los que se conservan parte lienzo de la muralla, como integrantes de los nuevos edificios.